# Уивинг, Хьюго
Хью́го Уо́ллес Уи́винг (англ. Hugo Wallace Weaving, МФА ['hjuːgəʊ 'wɒləs 'wiːvɪŋ]; род. 4 апреля 1960, Ибадан, Колониальная Нигерия) — британо-австралийский киноактёр. Самые известные роли — агент Смит в кинотрилогии «Матрица», Элронд в кинотрилогиях Питера Джексона «Властелин колец» и «Хоббит: Нежданное путешествие» по мотивам произведений Джона Толкина, V в фильме «V — значит вендетта», Красный Череп в фильме «Первый мститель», а также он озвучил Мегатрона в первых трёх фильмах о Трансформерах и роль Ричарда в «Бангкок Хилтон».

## Биография
Хьюго Уивинг родился 4 апреля 1960 года в Нигерии, в университетской клинике города Ибадан, в семье англичан — Уоллеса Уивинга, сейсмолога, и Анны Леннард, бывшей учительницы и туристического гида. Его бабушка по материнской линии была бельгийкой. Он провёл своё детство в Южной Африке и после, в подростковом возрасте, переехал в Англию. Там он учился в частной школе «Госпиталь королевы Элизабет», более известной как школа QEH в Бристоле. В 1976 году переехал в Австралию.

### Карьера
Первую серьёзную роль Уивинг получил в телесериале Bodyline в 1984 году.
Уивинг снимался в 1988 году в австралийском фильме The Dirtwater Dynasty и позже, в 1989 году, в фильме «Бангкок Хилтон». В 1991 году он получил награду от Австралийского института кино (Australian Film Institute) как лучший актёр за свою игру в низкобюджетных фильмах. Он также сыграл сэра Джона в 1993 году в комедии Яху Сиэриоса «Безрассудный Келли» про известного австралийского преступника Неда Келли. Однако Уивинг впервые получил известность за океаном за свою роль в кинофильме «Приключения Присциллы, королевы пустыни» (1994). В 1998 году он получил награду как лучший актёр на Монреальском кинофестивале за свою игру в The Interview. Также Уивинг играл Посейдона в минисерийной адаптации Одиссеи. Озвучивал анимационный фильм The Magic Pudding.
Его роль загадочного агента Смита в блокбастере 1999 года «Матрица» принесла ему всемирную известность. Уивинг повторил свою роль Смита в сиквелах Матрицы 2003 года «Матрица: Перезагрузка» и «Матрица: Революция». Он упрочил свой успех съёмками в роли эльфа Элронда в киноадаптации трилогии Джона Толкина «Властелин Колец», предпринятой Питером Джексоном.
Исполнил главные роли в фильмах «Everything Goes» (2004) и «V — значит вендетта» (2005), в последней картине он сыграл V. Эта роль первоначально предназначалась Джеймсу Пьюрфою, но тот после четырёх недель съёмок отказался от роли.

### Личная жизнь
С 1984 года Хьюго Уивинг состоит в отношениях с Катриной Гринвуд, у них есть сын Гарри (род. в 1989) и дочь Холли (род. в 1993), которые носят фамилию матери. Гарри тоже является актёром, а Холли стала художницей. Семья проживает в Сиднее (Австралия). Международная пресса любит заявлять, что Уивинг и Гринвуд женаты, но на самом деле Уивинг дал знать про своё отрицательное отношение к браку.
Уивинг болен эпилепсией, которая проявилась у него примерно в 13 лет. Хотя, по словам актёра, приступы болезни были редки, а после 18 лет совсем прекратились, Хьюго всё же решил не получать водительское удостоверение на случай внезапного припадка.
Имеет брата Саймона и сестру Анну Джейн.
У актёра есть племянницы, Морган и Самара Уивинг, которые тоже являются актрисами.

## Избранная фильмография
| Год  | Русское название                        | Оригинальное название                             | Персонаж                                                                                               |
| ---- | --------------------------------------- | ------------------------------------------------- | --- |
| 1989 | Бангкок Хилтон                          | Bangkok Hilton                                    | Ричард Карлайл, адвокат                                                                                |
| 1991 | Доказательство                          | Proof                                             | Мартин                                                                                                 |
| 1993 | Мошенники                               | Frauds                                            | Джонатан Уитс                                                                                          |
| 1994 | Приключения Присциллы, королевы пустыни | The Adventures of Priscilla, Queen of the Desert  | Энтони «Тик» Белроуз / Митци Дель Бра                                                                  |
| 1995 | Бейб                                    | Babe                                              | Рекс (голос)                                                                                           |
| 1998 | Интервью                                | The Interview                                     | Эдди Родни Флеминг                                                                                     |
| 1998 | Спальни и прихожие                      | Bedrooms and Hallways                             | Джереми                                                                                                |
| 1998 | Бэйб: Поросёнок в городе                | Babe: Pig in the City                             | Рекс (голос)                                                                                           |
| 1999 | Матрица                                 | The Matrix                                        | Агент Смит                                                                                             |
| 1999 | Чужая планета                           | Strange Planet                                    | Стивен                                                                                                 |
| 2001 | Властелин колец: Братство Кольца        | The Lord of the Rings: The Fellowship of the Ring | Элронд                                                                                                 |
| 2001 | Старик, читавший любовные романы        | The Old Man Who Read Love Stories                 | дантист                                                                                                |
| 2002 | Властелин колец: Две крепости           | The Lord of the Rings: The Two Towers             | Элронд                                                                                                 |
| 2003 | Матрица: Перезагрузка                   | The Matrix Reloaded                               | Агент Смит                                                                                             |
| 2003 | Матрица: Революция                      | The Matrix Revolutions                            | Агент Смит                                                                                             |
| 2003 | Властелин колец: Возвращение короля     | The Lord of the Rings: The Return of the King     | Элронд                                                                                                 |
| 2004 | Персики                                 | Peaches                                           | Алан                                                                                                   |
| 2005 | Маленькая рыбка                         | Little Fish                                       | Лайнел Доусон                                                                                          |
| 2005 | V — значит вендетта                     | V for Vendetta                                    | V |
| 2006 | Делай ноги                              | Happy Feet                                        | Пингвин Ной (голос)                                                                                    |
| 2007 | Трансформеры                            | Transformers                                      | Мегатрон (голос)                                                                                       |
| 2008 | Нежный коготь                           | The tender hook                                   | МакХит                                                                                                 |
| 2009 | Трансформеры: Месть падших              | Transformers 2: Revenge of the Fallen             | Мегатрон (голос)                                                                                       |
| 2009 | Последняя поездка                       | Last ride                                         | Кев — отец 10-летнего мальчика                                                                         |
| 2010 | Человек-волк                            | The Wolf Man                                      | Эберлайн — полицейский                                                                                 |
| 2010 | Легенды ночных стражей                  | Legend of the Guardians: The Owls of Ga’Hoole     | Гримбл (голос) Ноктус (голос)                                                                          |
| 2011 | Первый мститель                         | The First Avenger: Captain America                | Иоганн Шмидт / Красный Череп                                                                           |
| 2011 | Трансформеры 3: Тёмная сторона Луны     | Transformers: Dark of the Moon                    | Мегатрон (голос)                                                                                       |
| 2011 | Делай ноги 2                            | Happy Feet Two                                    | Пингвин Ной (голос)                                                                                    |
| 2012 | Хоббит: Нежданное путешествие           | The Hobbit: An Unexpected Journey                 | Элронд                                                                                                 |
| 2012 | Облачный атлас                          | Cloud Atlas                                       | отец Тильды Юинг, дирижёр Тадеуш Августовский, Билл Смоук, сестра Нокс, советник Мефи, Старина Джорджи |
| 2013 | Таинственный путь                       | Mystery Road                                      | детектив Джонно                                                                                        |
| 2013 | Превращение                             | The Turning                                       | Боб Лэнг                                                                                               |
| 2013 | Хоббит: Пустошь Смауга                  | The Hobbit: The Desolation of Smaug               | Элронд                                                                                                 |
| 2014 | Мул                                     | The Mule                                          | детектив Крофт                                                                                         |
| 2014 | Исцеление                               | Healing                                           | Старший сотрудник Мэтт Перри                                                                           |
| 2014 | Хоббит: Битва пяти воинств              | The Hobbit: The Battle of the Five Armies         | Элронд                                                                                                 |
| 2015 | Чужая страна                            | Strangeland                                       | Дэвид Рэй                                                                                              |
| 2015 | Месть от кутюр                          | The Dressmaker                                    | Сержант Фэррет                                                                                         |
| 2016 | По соображениям совести                 | Hacksaw Ridge                                     | Том Досс                                                                                               |
| 2018 | Хроники хищных городов                  | Mortal Engines                                    | Таддеус Валентайн                                                                                      |
| 2018 | Патрик Мелроуз                          | Patrick Melrose                                   | Дэвид Мелроуз                                                                                          |
| 2018 | Чёрный 47-й                             | Black '47                                         | Ханна                                                                                                  |
| 2019 | Сердце и кости                          | Hearts and Bones                                  | Дэн Фишер                                                                                              |
| 2021 | Матрица: Воскрешение                    | The Matrix Resurrections                          | Агент Смит, в воспоминаниях и воображениях Нео (архивные кадры)                                        |

## Компьютерные игры

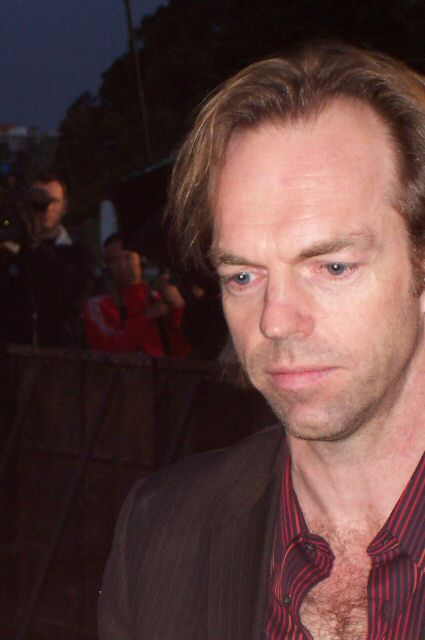
Хьюго Уивинг на премьере фильма «Матрица: Перезагрузка» (2003)

- Enter the Matrix — Агент Смит / Смит
- The Matrix: Path of Neo — Агент Смит (лидер агентов) / Смит / Мегасмит (модель / образ)

## Награды и номинации

### Награды
- 1991 год — Премия «Australian Film Institute Awards» — Лучший актёр («Доказательство»)
- 1998 год — Премия «Australian Film Institute Awards» — Лучший актёр («Интервью»)
- 1998 год — Премия «Montréal World Film Festival» — Лучший актёр («Интервью»)
- 2003 год — Премия «Phoenix Film Critics Society Awards» — Лучший актёрский ансамбль («Властелин колец: Братство Кольца»)
- 2003 год — Премия «Online Film Critics Society Awards» — Лучший актёрский ансамбль («Властелин колец: Две крепости»)
- 2003 год — Премия «Phoenix Film Critics Society Awards» — Лучший актёрский ансамбль («Властелин колец: Две крепости»)
- 2003 год — Премия «National Board of Review, USA» — Лучший актёрский ансамбль («Властелин колец: Возвращение короля»)
- 2004 год — Премия «Critics Choice Award» — Лучший актёрский ансамбль («Властелин колец: Возвращение короля»)
- 2004 год — Премия «Screen Actors Guild Awards» — Лучший актёрский ансамбль («Властелин колец: Возвращение короля»)
- 2005 год — Премия «Australian Film Institute Awards» — Лучший актёр («Маленькая рыбка»)
- 2005 год — Премия «Film Critics Circle of Australia Awards» — Лучший актёр второго плана («Маленькая рыбка»)
- 2005 год — Премия «IF Awards» — Лучший актёр («Маленькая рыбка»)
- 2007 год — Премия «The Constellation Awards» — Лучший актёр («V — значит вендетта»)
- 2008 год — Премия «IF Awards» — Главная легенда премии IF Award

### Номинации
- 2000 год — Премия «Blockbuster Entertainment Award» — Лучший злодей («Матрица»)
- 2002 год — Премия «Screen Actors Guild Awards» — Лучший актёрский ансамбль («Властелин колец: Братство Кольца»)
- 2003 год — Премия «Screen Actors Guild Awards» — Лучший актёрский ансамбль («Властелин колец: Две крепости»)
- 2004 год — Премия «Phoenix Film Critics Society Awards» — Лучший актёрский ансамбль («Властелин колец: Возвращение короля»)
- 2004 год — Премия канала «MTV» — Лучшая драка («Матрица: Перезагрузка»)
- 2004 год — Премия «Teen Choice Award» — Лучший поединок («Матрица: Революция»)